# Schinkelpreis
Der Schinkelpreis, auch „AIV-Schinkel-Preis“, ist eine Ehrung und Auszeichnung des Architekten- und Ingenieur-Vereins zu Berlin für den Nachwuchs im Architekturwesen und wird jedes Jahr am Geburtstag von Karl Friedrich Schinkel übergeben. Er wurde erstmals im Jahr 1852 ausgelobt.
Er wird jährlich in den Kategorien Städtebau, Architektur, Landschaftsarchitektur, Freie Kunst, Konstruktiver Ingenieurbau, Verkehrswesen Straßenbau und Verkehrswesen Eisenbahnbau vergeben für „hervorragende technisch-wissenschaftliche Leistungen im Bauwesen“ und zielt auf die Förderung des planerisch kreativen Nachwuchses ab.

## Geschichte
1851 schlug der junge Architekturstudent und spätere Vereins-Bibliothekar Friedrich Adler vor, für den Baumeisternachwuchs jährlich eine größere Wettbewerbskonkurrenz unter den Vereinsmitgliedern zu Ehren Schinkels durchzuführen. 1852 wurde er zum ersten Mal vereinsintern ausgelobt. 1855 wurde er dann im Zuge der ersten staatlichen Förderung geöffnet: Die Siegerpreise für Architektur und Ingenieurbau wurden auf Weisung des preußischen Königs Friedrich Wilhelm IV. gestiftet, womit der Wettbewerb als hoch dotierter Staatspreis eine bedeutende Aufwertung erfuhr.
Mit der Ausschreibung der Staatspreise konnten nun Studenten und Absolventen des ersten (Bauführer-)Examens auf dem gesamten preußischen Staatsgebiet um den Schinkelpreis konkurrieren. Neu war auch die Teilung in eine Aufgabe aus dem Bereich des Land- oder Hochbaus bzw. des Ingenieurwesens, zu dem Wasser-, Eisenbahn- und Maschinenbau gehörten. Das Preisgeld von später 1700 Mark war an eine mehrmonatige Studienreise zu den klassischen Stätten des Altertums gebunden, über die nach Rückkehr Rechenschaft in Form von Vorträgen oder Bauaufnahmen abzulegen war, einer der wissenschaftlichen Ansprüche des Vereins.
Mit Erteilung des Staatspreises konnten die prämierten Arbeiten von der Bauakademie, der späteren Technischen Hochschule in Charlottenburg für Examina oder Diplome anerkannt werden. Auf den Schinkel-Festen im eigenen Vereinshaus in der Wilhelmstraße wurden die Preisträger gekürt und ihre Arbeiten präsentiert.

## Schinkel-Wettbewerb
Der grundsätzlich als Ideenwettbewerb ausgelobte AIV-Schinkel-Wettbewerb dient der Förderung des technisch-wissenschaftlichen Nachwuchses. Preisträger dürfen daher nicht älter als 35 Jahre sein. Die Vielfalt der Ideen soll die Planungskultur fördern und bereichern.
Der Schinkelpreis wird dem Statut entsprechend in jeder Fachsparte für hervorragende technisch-wissenschaftliche Leistungen im Bauwesen ausgelobt, die entweder das erfolgreiche Zusammenwirken technischer Disziplinen untereinander oder auch mit anderen wissenschaftlichen Disziplinen dokumentieren oder als Einzelleistungen sich durch das vorbildliche Abwägen von fachspezifischen und übergeordneten Belangen besonders auszeichnen.
Der 13. März, Karl Friedrich Schinkels Geburtstag, wird traditionell für das Schinkelfest mit Preisverleihung und einen baukulturellen Dialog genutzt.

## Förderer
In der Nachfolge der preußischen Könige fördern den AIV-Schinkel-Wettbewerb heute:
- Bundesministerium für Verkehr, Bau und Stadtentwicklung
- Senatsverwaltung für Stadtentwicklung und Umwelt Berlin
- Deutscher Beton- und Bautechnik-Verein e. V.
- Förderverein des Verbandes Beratender Ingenieure VBI
- Hans-Joachim-Pysall-Stiftung
- Verband Deutscher Architekten- und Ingenieurvereine e. V. (DAI)
- Verband Restaurator im Handwerk e. V.
- Baukammer Berlin
- Lenné-Akademie für Gartenbau und Gartenkultur e. V.
- Metallbau Windeck GmbH
- Hans und Charlotte Krull Stiftung, Berlin

## Leit-Themen seit 1985
- 1985 „Dahlem – Wohn- und Wissenschaftsort“
- 1986 „Umgestaltung des Märkischen Viertels“
- 1987 „Gedanken im 750. Jahr: Traditionen und Fortschritte in der Mitte Berlins“
- 1988 „Kulturstadt Europa 1988: Berlin eine kooperative Zukunftsphase bringen“
- 1989 „Der Weg ins Meer …“
- 1990 „Wohnen am Stadtgrün – Von Schöneberg bis Tiergarten“
- 1991 „Eine Brücke – Die Neugestaltung der Spreeufer von Friedrichshain und Kreuzberg“
- 1992 „Olympia – Feststadt Berlin 2000“
- 1993 „PotsTausend – Tausend Jahre Potsdam“
- 1994 „Von Köpenick ins Havelland“
- 1995 „… und Teltower Rübchen nebenan“
- 1996 „Im Wandel bleiben: Adlershof“
- 1997 „Berliner Stadtkante am Brandenburger Land“
- 1998 „Schaufenster der Region Berlin-Brandenburg: Die Messe Berlin im urbanen Kontext“
- 1999 „Wohnungen und Parklandschaften auf dem Barnim – Entwicklung einer stadtnahen Struktur im Raum Reinickendorf – Oranienburg – Bernau – Pankow“
- 2000 „Zukunftschancen – Strategisches Konzept für die Nachnutzung des Flughafens Tegel“
- 2001 „Zukunftsaufgaben – Rückgewinnung der Wasserlandschaft für den Stadtraum am Zusammenfluss von Spree und Havel“
- 2002 „Zukunftsperspektiven – Ein 'Garten der Künste' für Berlins Kulturforum“
- 2003 „Zukunftserwartungen – Buch – Parkstadt für Forschung und Innovation“
- 2004 „Stadtumbau – Zukunft sichern, Perspektiven für Pankow-Heinersdorf“
- 2005 „So mild die Landschaft und so kühn... - Klein Glienicke zwischen Berlin und Potsdam“
- 2006 „Frankfurt (Oder) und Slubice – die transnationale Stadt, Wunden heilen und Räume eröffnen“
- 2007 „Bahnhofsvorplatz, neuer Potsdamer Platz oder Lehrter Stadtquartier?“
- 2008 "Beitrag zur Stabilisierung und Weiterentwicklung der Kernstadt Cottbus und ihres Umfeldes
- 2009 „Neue Alte Stadt – Über Brandenburg an der Havel nach Rathenow“
- 2010 „Neue Alte Mitte in Berlin – Eine Werkstatt der Ideen“
- 2011 „Science City – Die unbedingte Universität“
- 2012 „Ideale Realitäten – Potsdam“
- 2013 „Transformation TXL – Vom Flugfeld zum Lebensraum“
- 2014 „Spandau bei Berlin“
- 2015 „Neuland Lichtenberg“
- 2016 „Zwischen Teltow und Zehlendorf“
- 2017 „Westkreuz“
- 2018 „Stadtoase“
- 2019 „Amerika-Gedenk-Bibliothek und ihr Umfeld“
- 2020 „Berlin 2070“

## Bekannte Preisträger (Auswahl)
- 1852: Friedrich Adler für den Entwurf zur Wohnung eines Architekten
- 1856: August Orth in der Kategorie Hochbau für den Entwurf zu einer evangelischen Kirche
- 1857: Hermann von der Hude in der Kategorie Hochbau für den Entwurf zu einem Berliner Rathaus
- 1860: Carl Johann Christian Zimmermann in der Kategorie Hochbau für den Entwurf zu einer höchsten technischen Lehranstalt oder zu einem polytechnischen Institut
- 1861: Carl Johann Christian Zimmermann in der Kategorie Ingenieurwesen für den Entwurf zu einem unterirdischen Kanalsystem
- 1866: Johann Merzenich in der Kategorie Hochbau für den Entwurf einer evangelischen Hauptkirche
- 1867: Karl Waechter in der Kategorie Ingenieurwesen (Wasser-, Eisenbahn und Maschinenbau) für die Eisenbahnbrücke über den Rhein bei Düsseldorf
- 1869: Ludwig Heim in der Kategorie Hochbau für den Entwurf eines Bahnhofes für Hannover
- 1875: Oskar Hossfeld in der Kategorie Hochbau für den Entwurf einer Landesbibliothek in Berlin
- 1876: Richard Plüddemann in der Kategorie Hochbau für den Entwurf eines Zentralfriedhofes für Berlin
- 1876: Paul Gerhardt in der Kategorie Ingenieurwesen für die Regulierung der Spree in Berlin
- 1880: Alfred Bohnstedt, Ludwig Schupmann in der Kategorie Hochbau für ein Vereinshaus für die Berliner Kunstgenossenschaft (zwei Preisträger)
- 1881: Alfred Messel für Entwürfe zu einem Ausstellungsgebäude für Berlin auf dem Tempelhofer Feld
- 1882: Ludwig Hoffmann, Bernhard Sehring für Entwürfe zur Berliner Museumsinsel (zwei Preisträger)
- 1883: Theodor Krüger Staatspreis für Entwurf eines Opernhauses am Lützowplatz in Berlin
- 1895: Nikolaus Holz in der Kategorie Bauingenieurwesen für den Entwurf einer Talsperre
- 1898: Hans Poelzig in der Kategorie Hochbau für den Entwurf zu einem Stadthaus[1]
- 1899: Gustav Schimpff in der Kategorie Eisenbahnbau für den Entwurf einer Nord-Süd-Bahn für Berlin
- 1900: Otto Blum in der Kategorie Eisenbahnbau für den Entwurf zu einer Gebirgsbahn[1]
- 1903: Otto Franzius in der Kategorie Wasserbau für den Entwurf zu einer Schwebefähre über den Kaiser-Wilhelm-Kanal[1]
- 1903: Wilhelm von Tettau in der Kategorie Hochbau
- 1905: Louis Jänecke in der Kategorie Eisenbahnbau für den Entwurf für die Herstellung eines dritten Gleispaares im Zuge der Berliner Stadtbahn[2]
- 1906: Friedrich Lahrs Entwurf zur Ausgestaltung eines Platzes in einer mittelgroßen Stadt
- 1908: Gustav Kassbaum in der Kategorie Hochbau für den Entwurf zu einer Dorfanlage[1]
- 1914: Franz Erich Kassbaum in der Kategorie Hochbau für den Entwurf zu einer Friedhofsanlage für eine Großstadt[1]
- 1915: Hans Reingruber in der Kategorie Eisenbahnwesen für den Entwurf zur Umgestaltung des Stettiner Bahnhofs in Berlin, des Bahnhofs Gesundbrunnen und der dazwischenliegenden Eisenbahnstrecke[3]
- 1929: Helmut Hentrich für den Entwurf einer Hochschule der Tanzkunst[1]
- 1933: Otto Königsberger in der Kategorie Hochbau für den Entwurf ‘Olympiastadium Berlin‘
- 1976: Renate Heinemann, Hans-Jürgen Deisler, Hanno Höllfritsch in Kategorie Hochbau für die Bebauung der TU-Gründe an der Lehargasse in Wien unter Einbeziehung des ehemaligen Kulissendepots („Semper Depot“)
- 1979: Christoph Mäckler in Kategorie Hochbau für das Stadthaus für die IBA an der Kochstraße in Berlin Kreuzberg[1]
- 1989: Oliver Hall als Mitglied der Studentischen Planungsgruppe Artecta
- 1994: Andreas Garkisch und Michael Wimmer in der Kategorie Städtebau für Diplomarbeit[4]
- 1995: Udo Weilacher für ausgezeichnete entwerferische Arbeiten im Bereich Landschaftsarchitektur